# Clive Gallop
Le Colonel Reginald Clive Gallop, (né au Caire le 4 février 1892 – mort le 7 septembre 1960 à Leatherhead, Surrey) est un pilote automobile et ingénieur en mécanique anglais, l'un des Bentley Boys, développeur du moteur à 4 soupapes Bentley.

## Biographie
Durant la Première Guerre mondiale, il rejoignit le Royal Flying Corps, combattant alors sur le Front de l'Ouest. Commandant de nombreux raids aériens, il dirigea aussi l'escadrille 56. Il rencontra alors l'ingénieur W. O. Bentley, qui travaillait -également avec le Royal Flying Corps- pour l'usine Gwynnes Ltd. à Chiswick, un fabricant de pompes et de moteurs français Clerget sous licence, en assurant la liaison avec le front de guerre hexagonal. Gallop aida Bentley à concevoir un prototype d'aéroplane entre 1916 et 1918, le Bentley Rotary 1 (devenu le BR2 en fin d'hostilités). Après guerre, il rejoignit le Royal Aero Club.

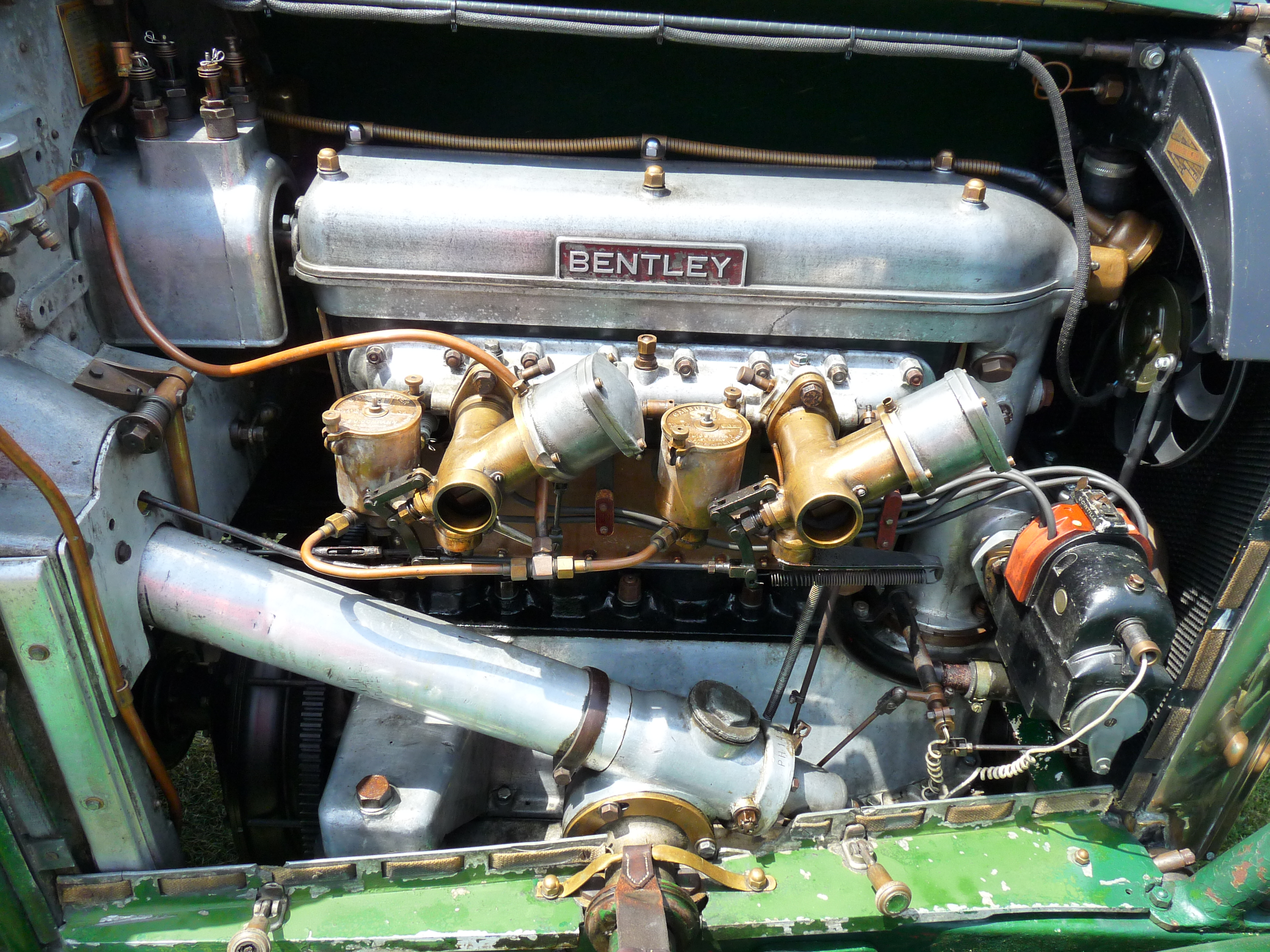
Un moteur Bentley 3 Litre, ici de 1926.

En 1919 Bentley fonda une société à Cricklewood, désormais dans le but de développer une production d'automobiles, appelée Bentley Motors. Gallop rejoignit le groupe comme ingénieur motoriste. Il conçut alors un moteur 3 Litre à 4 soupapes par cylindre avec entraînement en ligne par arbre à cames, le premier de la sorte à être fabriqué en série (et également le premier commercialisable avec deux bougies par cylindre, des chambres de combustion encloses type pentroof, et un double carburateur), avec une unité bloc moteur-culasse d'un seul tenant en fer, pour augmenter la longévité. Le couple à bas régime était optimisé avec un alésage de 80 millimètres et une course de 149 millimètres, la puissance moteur de 70CV, et la boîte de vitesses à quatre rapports (vitesse maximale 130 km/h).. La version Sportive atteignait 140 km/h, et la Supersportive 160 km/h.
En 1921 Gallop fit partie de l'écurie sportive du comte Louis Zborowski, basée à Higham Park près de Canterbury, disputant alors plusieurs courses aussi bien seul qu'en équipier, ou bien comme pilote occasionnel pour Aston Martin (abandon lors du Grand Prix de France 1922 notamment). Il aida aussi Zborowski à dessiner et construire quatre de ses véhicules.

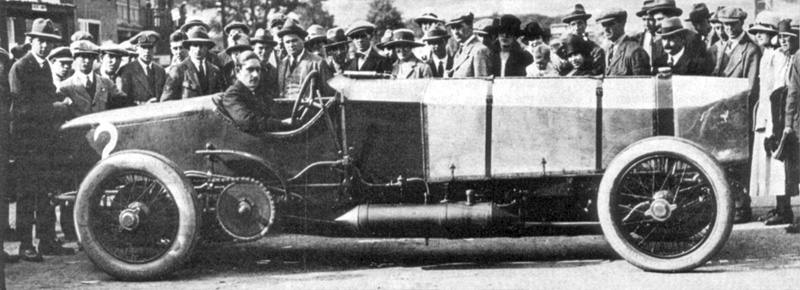
Le comte Zborowski à bord de la Chitty Bang Bang 1, à Brooklands.

Le premier ainsi conçu était propulsé par un moteur d'avion de 23 Litres et six cylindres Maybach. Le deuxième (nommé désormais Chitty Bang Bang) était propulsé par un Benz également destiné à l'aviation, de 20 Litres. Le troisième, surnommé la Mercedes Blanche, était basé sur un châssis de Mercedes 28/95 à moteur d'aviation cette fois de 15 Litres et 6 cylindres; il obtint quelques succès à Brooklands. Le dernier, dit Higham Special ou Chitti 4 (devenu ultérieurement la Babs remaniée de J. G. Parry-Thomas pour sa tentative de record de vitesse fatale en 1927 à Pendine Sands), avait une énorme moteur de 27 Litres. Tous furent assemblés à Higham Park.
En janvier 1922, Zborowski, son épouse Vi, Pixi Marix et Gallop -ainsi que deux mécaniciens- embarquèrent Chitty Bang Bang et la Mercedes Blanche à travers la Méditerranée pour une promenade dans le désert du Sahara, en suivant les traces de véhicules Citroen-Kégresse P17 laissées en prélude à la Croisière noire organisée fin 1924 (en 1923 Zborowski et l'ingénieur américain Harry Arminius Miller participèrent ensuite au Grand Prix d'Italie avec une Miller 122, épreuve où le comte se tua l'année suivante à 29 ans en percutant un arbre avec sa Mercedes-Benz).
Après le décès de Zborowski en 1924, Gallop et son ami Woolf Barnato rejoignirent Bentley Motors l'année suivante, et l'ingénieur se mit alors à développer le moteur 4½ Litre, toujours à un arbre à cames actionnant quatre soupapes par cylindre, pour une inclinaison de 30 degrés de ces derniers. La Bentley 4½ Litre naquit en 1927, et resta commercialisée jusqu'en 1931. Une version de compétition particulière, la "Bentley Blower", fut conçue alors en 1928-29 par Sir "Tim" Birkin et le spécialiste des compresseurs Charles Amherst Villiers, avec le soutien de Dorothy Paget à Welwyn Garden City (Hertfordshire): elle était plus puissante que la 6½ L. de la gamme Bentley, malgré l'absence de deux cylindres, mais elle s'avéra peu fiable, notamment aux 24 Heures du Mans entre les mains de Birkin.
Gallop réalisa aussi pour ce dernier cinq prototypes de course assemblés par Bentley Motors, l'un avec phares et ailes pour Brooklands, les trois autres pour la route, et le dernier réalisé avec les pièces de rechange des quatre précédents.
En 1926, il participa au Grand Prix de Grande-Bretagne sur Thomas Special (en) (abandon), faisant à l'époque deux apparitions aux 24 Heures du Mans (également abandons).
Il a été tué à la suite d'un accident de la circulation ; éjecté lors de l'embardée, il décéda durant son transfert à l'hôpital.

## Résultats sportifs (pilote)

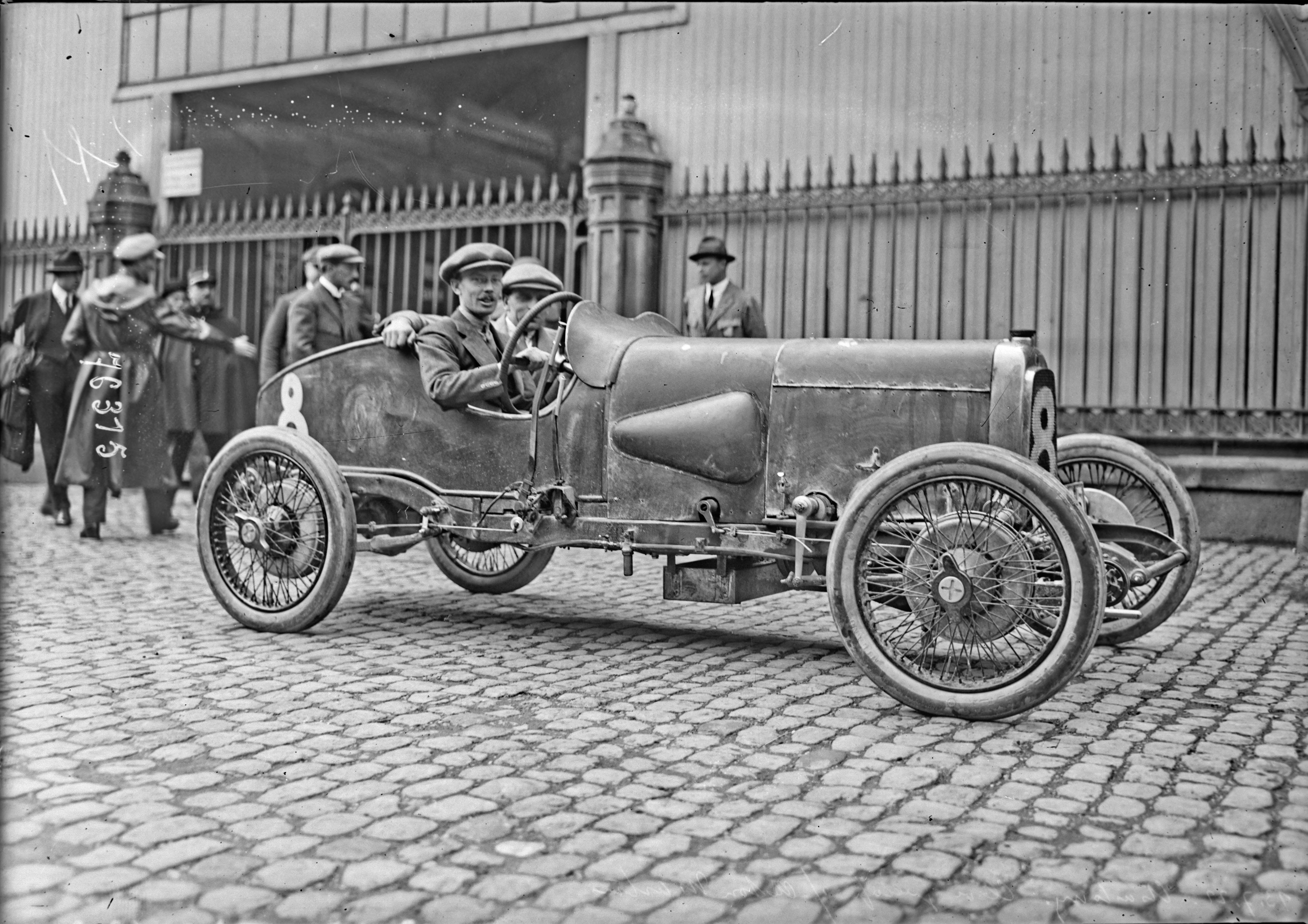
Clive Gallop au Grand Prix de France en 1922.

- 9e des 2x12 Heures de Brooklands en 1931 (sur Aston Martin 1L½., avec Leon Cushman) ;
- Participation aux 24 Heures du Mans en 1926 (sur Bentley 3L. Super Sport), et 1928 (sur Lagonda OH 2L. Speed).

## Anecdote
- La nouvelle de Ian Fleming publié en 1964 et le film musical de Ken Hughes Chitty Chitty Bang Bang sorti quatre ans plus tard sont librement inspirés de la vie du comte Louis Zborowski, et de la Chitty 1 de 1921.